# Margaret Douglas
Margaret Douglas (Strathendry, gedoopt 17 september 1694 - 1784) was de moeder van de Schotse econoom Adam Smith.

## Leven
Ze was het vijfde kind van Robert Douglas, een grondbezitter die lid was van het Schotse parlement, en Susanna Balfour. In 1720 trouwde Margaret Douglas met de 14 jaar oudere jurist Adam Smith senior, een weduwnaar met een zoon Hugh uit zijn eerste huwelijk. Smith senior overleed nog tijdens haar zwangerschap van hun eerste kind, Smith junior, die gedoopt werd op 5 juni 1723. De 29-jarige Margaret Douglas voedde de toekomstige econoom op in Kirkcaldy. Volgens een schaarse getuigenis toonde ze zich (te) zacht met het ziekelijke kind en moedigde ze zijn intellectuele belangstelling aan. Hun sterke band bleef bestaan nadat Smith op 14 jaar het huis verliet om te gaan studeren in Glasgow. Hij woonde ook als vrijgezel in Oxford en Edinburgh en maakte een reis door Europa, waarna hij op 43-jarige leeftijd weer introk bij zijn moeder om The Wealth of Nations te schrijven. In 1778 verhuisden moeder en zoon naar Panmure House bij Edinburgh. Ze zorgde voor hem tot haar dood in 1784.

## Nachleben
In 2016 publiceerde de Zweedse journaliste Katrine Marçal het feministische werk Who Cooked Adam Smith's Dinner? Haar uitgangspunt was de beroemde uitspraak waarmee Smith de kracht van de markt prees, dat het niet aan de welwillendheid van de slager, de brouwer of de bakker te danken is dat we ons avondeten op tafel krijgen. Volgens Marçal vergaten Smith en de economen na hem dat het aan de onbetaalde zorg van zijn moeder te danken was dat zijn avondeten op tafel stond.